# Kaemis vernalis
Espèce
Kaemis vernalis est une espèce d'araignées aranéomorphes de la famille des Dysderidae.

## Distribution
Cette espèce se rencontre en Bosnie-Herzégovine, au Monténégro et en Croatie.

## Description
La femelle holotype mesure 3,6 mm et la femelle paratype 3,0 mm.

## Systématique et taxinomie
Cette espèce a été décrite par Deeleman-Reinhold en 1993.

## Publication originale
- Deeleman-Reinhold, 1993 : « The genus Rhode and the harpacteine genera Stalagtia, Folkia, Minotauria, and Kaemis (Araneae, Dysderidae) of Yugoslavia and Crete, with remarks on the genus Harpactea. » Revue arachnologique, vol. 10, no 6, p. 105-135.